# Mlin za šećernu trsku
Mlin za šećernu trsku služi za dobivanje saharoze (šećera) iz šećerne trske. Ostali proizvodi su melasa, bagasa i filter-kolač. Bagasa ili zaostala suha vlakna šećerne trske (biomasa šećerne trske) se mogu iskoristiti na više načina: za dobivanje vodene pare ili se koristi kod peći za sušenje, za proizvodnju papira, za zagrtanje biljaka, kao sirovina za neke kemikalije. Suhi filter-kolač se koristi kao stočna hrana, kao gnojivo ili za dobivanje voska od šećerne trske. Melasa se dobiva u dva oblika: suha melasa koja nije jestiva i sirup, koji je jestiv. Suha melasa se koristi kao dodatak prehrani stoke, ali se može koristiti i za dobivanje etanola, kvasca, limunske kiseline i ruma. Sirup od melase se često miješa s javorovim sirupom ili sirupom od kukuruza. 
Tradicionalno proizvodnja šećera od šećerne trske zahtijeva dva koraka. Prvi korak je u mlinovima za šećernu trsku gdje se dobiva šećer od svježe šećerne trske (ponekad se i bijeli da bi se dobio bijeli šećer za lokalnu upotrebu). Drugi korak se obavlja u rafinerijama ili šećeranama (u Sjevernoj Americi, Europi i Japanu), gdje se dobiva čisti bijeli šećer koji sadrži oko 99% saharoze. Noviji trend je da se uz mlinove obavlja i rafinacija šećera.

## Postupak u mlinovima

### Mljevenje
Male željezničke pruge su uobičajene za prijevoz šećerne trske od plantaže do mlina. Nakon što stigne do mlina, vrši se ispitivanje sadržaja šećera i ostalih tvari. Nakon ispitivanja vrši se pranje i sjeckanje ili rezanje (industrijska rezalica). Isjeckana šećerna trska se miješa s čistom vodom, protiskuje kroz valjke u stroju za mljevenje, da bi se dobio sok koji ima od 10 do 15% saharoze.

### Kogeneracija
Preostala vlakna iz šećerne trske (bagasa) se obično nakon sušenja pali u peći da bi se dobila pregrijana vodena para. Dio pregrijane vodene pare (koji se ne koristi u mlinu) prolazi kroz parnu turbinu, koja ja povezana s generatorom koji stvara električnu energiju (kogeneracija). Izlazna para iz parne turbine prolazi kroz višestepene stanice za isparavanje, gdje se koristi za grijanje vakuumskih kotlova koji vrše kristalizaciju saharoze (šećera). Bagase ima u tolikoj količini da nakon koogeneracije dio ostane za dodatak stočnoj hrani, za papirnu industriju ili se višak električne energije isporučuje u elektroenergetski sustav i prodaje.

### Prerada soka šećerne trske
Sok šećerne trske se mješa s vapnom da bi se dobio pH 7. Mješanje s vapnom također sprječava da se saharoza raspadne na glukozu i fruktozu, a i za izdvajanje nekih nečistoća. Vapno s nečistoćama pada na dno, tako da se pročišćeni sok može izdvojiti. Pročišćeni sok nakon toga prolazi kroz uređaj za višestepenu evaporaciju (isparavanje) gdje se dobiva sirup koji ima oko 60% saharoze (težinski). Nakon toga se u centrifugama izdvaja kristal šećera iz melase. Uobičajeno je da centrifuge imaju kapacitet od 2 200 kilograma po jednom ciklusu centrifugiranja. Nakon toga se šećer suši i hladi da bi se mogao spremiti u silose, gdje se vrši pakiranje u vreće za prijevoz.
Melasa koja preostane iz prve kristalizacije se vraća, miješa s novim sokom, da bi se opet vršila kristalizacija šećera u vakuumskim kotlovima. Melasa koja preostane iz druge kristalizacije prolazi kroz okomiti uređaj za hladnu kristalizaciju šećera, sve dok ne postigne temperaturu od 45 ˚C, zatim se opet grije i dodaje za treću kristalizaciju, nakon čega postaje konačna melasa koja se ne može više iskoristiti za dobivanje šećera.
Sirovi šećer je od žute do smeđe boje. Mjehurići sumporovog dioksida SO2 se upuhuju prije isparavanja da bi se šećer izbjelio (uklonio nečistoće koje daju boju). Takav šećer se prodaje u državama gdje se proizvodi šećerna trska, dok u drugim razvijenim državama još se pročišćuje u rafinerijama šećera (šećerana).

### Šećerane ili rafinerije šećera
Šećerane ili rafinerije šećera dalje pročišćavaju sirovi šećer. Sirovi šećer se miješa s gustim sirupom i zatim centrifugira da bi se odvojio vanjski dio kristala šećera, koji je manje čist od unutarnjeg dijela. Zatim se preostali šećer otapa da bi se dobio sirup koji ima 60% krute tvari (težinski). Otopina šećera se dalje pročišćava dodavanjem kalcijevog hidroksida (vapneno mlijeko Ca(OH)2) i fosforne kiseline (H3PO4), koji zajedno dovode do izdvajanja kalcijevog fosfata. Čestice kalcijevog fosfata prihvaćaju još neke nečistoće, plutaju na vrhu spremnika gdje se mogu odstraniti. Osim fosfatacije postoji i drugi način (karbonatacija), vrlo sličan postupak koji koristi ugljikov dioksid CO2 i kalcijev hidroksid, koji stvara kalcijev karbonat za uklanjanje. 
Nakon filtriranja preostalih krutih čestica, čisti sirup se propušta kroz aktivni ugljen da bi izgubio bilo kakvu boju (ugljik upija preostale nečistoće koje bojaju sirup). Čistom sirupu se dalje povećava koncentracija da bi se iz prezasićene otopine u vakuumu izdvojio bijeli rafinirani šećer. Kristali šećera se izdvajaju od melase centrifugiranjem. Od preostalog šećera koji se nije izdvojio centrifugiranjem naknadno se dobiva smeđi šećer. Kada se iz melase ne može više izdvojiti šećer, dobiva se završna melasa koja ima od 20 do 30% saharoze, te 15 do 25% glukoze i saharoze. Bijeli rafinirani šećer se nakon toga suši, prvo u rotacionim sušilicama, a zatim se puše hladni zrak iznad njega nekoliko dana.